# Окутама
Окутама (яп. 奥多摩町 Окутама-мати) — посёлок в Японии, находящийся в уезде Ниситама префектуры Токио. Площадь посёлка составляет 225,63 км², население — 4752 человека (1 октября 2020), плотность населения — 21,06 чел./км².

## Географическое положение
Посёлок расположен на острове Хонсю в префектуре Токио региона Канто. С ним граничат города Оме, Акируно, Титибу, Ханно, Уэнохара и сёла Хинохара, Косуге, Табаяма.

## Население
Население посёлка составляет 4752 человека (1 октября 2020), а плотность — 21,06 чел./км². Изменение численности населения с 1980 по 2005 годы:
| 1980 | 9808 чел. |  |
| 1985 | 9273 чел. |  |
| 1990 | 8752 чел. |  |
| 1995 | 8257 чел. |  |
| 2000 | 7575 чел. |  |
| 2005 | 6741 чел. |  |

## Символика
Деревом посёлка считается криптомерия, цветком — рододендрон, птицей — Syrmaticus soemmerringii.